# Wolfgang Kneib
Wolfgang Kneib (* 20. November 1952 in Zornheim; nach einer anderen Quelle Nieder-Saulheim) ist ein ehemaliger deutscher Fußballtorwart. Er spielte für Borussia Mönchengladbach und Arminia Bielefeld in der Bundesliga und war bis zum 16. März 2023 Rekordspieler der Arminia. Mit Borussia Mönchengladbach wurde Wolfgang Kneib 1977 deutscher Meister und 1979 UEFA-Pokalsieger. Darüber hinaus absolvierte er 1976 zwei Länderspiele in der deutschen B-Nationalmannschaft.

## Biographie

### Zornheim, Mainz, Wiesbaden
Wolfgang Kneib begann seine Karriere im Alter von zehn Jahren beim rheinhessischen Amateurverein TSV Zornheim und wechselte dann in die Jugendabteilung des damaligen Regionalligisten 1. FSV Mainz 05. Laut dem Archiv der Mainzer fand der Wechsel im Jahre 1966 statt, während die Website transfermarkt.de vom Jahr 1968 spricht. Bereits im Alter von 17 Jahren gehörte Kneib dem Kader der ersten Mannschaft an und wechselte sich zunächst mit dem ein Jahr älteren Wolfgang Orben ab. In der Saison 1972/73 wurde Kneib mit den Mainzern Meister der Regionalliga Südwest. In der Aufstiegsrunde zur Bundesliga scheiterten die Mannschaft jedoch am SC Fortuna Köln. In der folgenden Saison 1973/74 wurde Kneib dann Stammtorhüter und schaffte mit den Mainzern die Qualifikation für die neu geschaffene 2. Bundesliga. Dort wurde die Mannschaft Tabellenelfter.
Am Saisonende stand Kneib vor einem Wechsel zum Ligarivalen SV Darmstadt 98, der jedoch keine Ablösesumme bezahlen wollte. Zusammen mit dem Mittelfeldspieler Gerd Schmidt wechselte Kneib zur Saison 1975/76 zum SV Wiesbaden in die drittklassige Hessenliga. Kneib musste sich reamateurisieren lassen und war nach den damaligen Regularien ein halbes Jahr gesperrt. In dieser Zeit konnte er nur trainieren und wurde als Feldspieler in der zweiten Mannschaft eingesetzt. In der Rückrunde riet ihm sein damaliger Mitspieler Bernd Rupp zu einem Wechsel zu Borussia Mönchengladbach. Rupp war der Meinung, dass Kneib genauso gut wie deren damaliger Stammtorhüter Wolfgang Kleff wäre. Zunächst wollte Kneib nicht wechseln und weiter in seinem Beruf arbeiten, stimmte dann aber dem Wechsel zu.

### Borussia Mönchengladbach
Im Sommer 1976 verpflichtete der Bundesligist Borussia Mönchengladbach den Torhüter, der sich umgehend im internen Duell gegen Ulrich Sude durchsetzen konnte und als Ersatz des verletzten Wolfgang Kleff einsprang. Sein erstes Bundesligaspiel machte Kneib am 14. August 1976 beim 1:1 gegen den MSV Duisburg. Als Kleff wieder einsatzfähig war, entschied der damalige Gladbacher Trainer Udo Lattek, dass Kneib weiterhin eingesetzt wird. In der Saison 1976/77 absolvierte Wolfgang Kneib alle 34 Bundesligaspiele und wurde mit seiner Mannschaft deutscher Meister. Darüber hinaus erreichte die Borussia in der gleichen Saison das Finale um den Europapokal der Landesmeister, das die Mönchengladbacher am 25. Mai 1977 im Olympiastadion in Rom gegen den englischen Titelträger FC Liverpool mit 1:3 verloren.
Nachdem sich Kleff im Verlauf der Saison 1977/78 von seiner Verletzung erholt hatte, räumte Kneib nach zehn Bundesligaspielen das Tor. Die Borussia wurde aufgrund der schlechteren Tordifferenz gegenüber dem 1. FC Köln Vizemeister. Dafür absolvierte Kneib beide Spiele der Gladbacher um den Weltpokal, in denen die Borussia nach dem Verzicht des FC Liverpool auf die Boca Juniors aus Buenos Aires traf. Die Argentinier setzten sich durch und gewannen die Trophäe. In der folgenden Saison 1978/79 löste Kneib seinen Namensvetter Kleff wieder als Stammtorwart ab. In den Finalspielen um den UEFA-Pokal der Saison 1978/79 hütete Kneib in beiden Finalpartien gegen Roter Stern Belgrad das Gehäuse der Mannschaft von Trainer Udo Lattek. Einem 1:1 in Belgrad folgte ein 1:0-Sieg der Borussia im Rückspiel, wodurch die Gladbacher den UEFA-Pokal gewannen.
Mit dem Trainerwechsel von Udo Lattek zu Jupp Heynckes am 1. Juli 1979 wechselte auch Kneibs Konkurrent Wolfgang Kleff zu Hertha BSC und Wolfgang Kneib blieb in der Saison 1979/80 folglich Stammtorwart der Borussia. Unter seinem ehemaligen Mitspieler Heynckes erreichten die Mönchengladbacher in jener Saison abermals das Endspiel des UEFA-Pokal-Wettbewerbs. Die Gladbacher um Torwart Kneib gewannen das Hinspiel gegen den Ligarivalen Eintracht Frankfurt zwar mit 3:2. Im Rückspiel siegten die Hessen mit 1:0 und wurden aufgrund der Auswärtstorregel Pokalsieger. Zur folgenden Saison 1980/81 machte Gladbachs Trainer Jupp Heynckes den zurückgekehrten Wolfgang Kleff wieder zum Stammtorhüter. Wolfgang Kneib, dessen Vertrag ohnehin ausgelaufen war, verließ daraufhin den Verein.

### Arminia Bielefeld
Für eine Ablösesumme von 600.000 Mark wechselte Wolfgang Kneib zum Bundesligaaufsteiger Arminia Bielefeld, bei dem er die Nachfolge des zum Hamburger SV abgewanderten Uli Stein antrat. Bei der Arminia blieb er bis Anfang der 1990er Jahre unumstrittener Stammtorhüter des ostwestfälischen Traditionsklubs. In der Saison 1982/83 war Wolfgang Kneib ohne Anstellung. Kneibs Vertrag war ausgelaufen und er konnte sich mit dem neuen Manager Norbert Müller, der Gehaltskosten einsparen sollte, nicht einigen. Kneib warf Müller rückblickend vor, das Team „ausbluten“ zu lassen und erklärte, dass er für das Team damals „Verantwortung übernommen und den Mund aufgemacht hätte“. Recht spät teilte Müller Kneib mit, dass für ihn kein Platz mehr im Kader wäre. Außerdem wollte kein Verein die geforderte Ablösesumme von 500.000 Mark zahlen. Eine Leihe zum spanischen Club Racing Santander zerschlug sich. Als erster deutscher Fußballprofi meldete sich Wolfgang Kneib seinerzeit arbeitslos. Vom Arbeitsamt wurde Kneib als Künstler eingestuft. Laut dem Spiegel erhielt Wolfgang Kneib 2168 Mark Arbeitslosengeld im Monat. Kneib hielt sich in der Saison 1982/83 beim Verbandsligisten FC Gohfeld fit.
Zur Saison 1983/84 kehrte Wolfgang Kneib zur Arminia zurück, nachdem sich der damalige Co-Trainer Gerd Roggensack sehr für ihn eingesetzt hatte. Mit seiner Mannschaft erreichte Kneib den achten Platz. Es war die erfolgreichste Saison der Arminia in der Bundesliga. In der folgenden Saison 1984/85 kassierte Kneib im Spiel gegen Eintracht Braunschweig am 17. November 1984 die einzige Rote Karte seine Karriere. Am 16. März 1985 verwandelte er im Heimspiel gegen Eintracht Frankfurt (2:2) einen Foulelfmeter gegen den Frankfurter Torwart Jürgen Pahl. Es war Kneibs einziger Treffer in der Bundesliga. Am Saisonende belegten die Bielefelder Platz 16 der Tabelle und scheiterten in der Relegation am 1. FC Saarbrücken. Kneib bezeichnete den Abstieg rückblickend als „völlig unnötig“ und warf einigen Mitspielern vor, dass es ihnen „egal wäre, ob man drinbleibt oder absteigt“, da diese Spieler bereits einem anderen Verein zugesagt hätten. Bayer 04 Leverkusen zeigte daraufhin zunächst Interesse an einer Verpflichtung. Allerdings wollte der damals neue Trainer Erich Ribbeck den Torwart nicht verpflichten. Daraufhin ging Kneib mit der Arminia in die Zweitklassigkeit.
In der folgenden Zweitligasaison 1985/86 verpassten die Bielefelder als Vierter den Wiederaufstieg. Kurios verlief die Spielzeit 1986/87. Beim 7:1-Sieg gegen Eintracht Braunschweig verwandelte Kneib einen Elfmeter. Aufgrund vieler verletzter und erkrankter Spieler konnte die Arminia das Spiel gegen den 1. FC Saarbrücken am 18. Oktober 1986 nur zu zehnt beginnen und mussten nach einer weiteren Verletzung 80 Minuten lang zu neunt spielen. Zwei Wochen später lief Wolfgang Kneib bei der 2:3-Niederlage beim VfL Osnabrück als Stürmer auf, während Dirk Hellmann das Tor hütete. Kneib erinnerte sich, dass er eine „halbe Torchance“ hatte. Er wurde an der Strafraumgrenze angespielt und wollte mit seinem linken Fuß aufs Tor schießen. Allerdings war der Ball „plötzlich weg“. Am Ende der Saison 1987/88 stieg Kneib mit der Arminia in die drittklassige Oberliga Westfalen ab.
Dort wurde die Mannschaft in der Saison 1988/89 Vizemeister. Am 16. April 1989 verwandelte er beim 1:1 gegen die SpVg Marl erneut einen Elfmeter. Ein Jahr später wurden die Bielefelder Meister. In der Aufstiegsrunde zur 2. Bundesliga scheiterte die Arminia jedoch am VfB Oldenburg und dem TSV Havelse. Nach der Aufstiegsrunde wurde Kneib unterstellt, dass er im Spiel gegen Havelse absichtlich Tore reingelassen hätte, weil er nicht aufsteigen wollte. Kneib dementierte dies. Anfang der 1990er Jahre wurde Wolfgang Kneib immer häufiger durch Alexander Ogrinc verdrängt. Der inzwischen 41-jährige Kneib spielte in der Saison 1992/93 seine letzte Spielzeit, die im Eklat endete. Nachdem er den damaligen Trainer Ingo Peter kritisiert hatte, wurde Kneib für die letzten 90 Tage seiner Karriere suspendiert und durfte nicht am Training teilnehmen. Laut Kneib hätte ihm die Vereinsführung „nicht geglaubt“. Am Saisonende beendete Wolfgang Kneib seine Karriere.

### International
Wolfgang Kneib absolvierte zwei Länderspiele für die deutsche B-Nationalmannschaft. Seinen ersten Einsatz hatte er am 14. Juni 1976 beim 1:1 gegen die B-Auswahl von Jamaika, als er für Dieter Ferner eingewechselt wurde. Auch bei seinem zweiten und letzten Einsatz am 11. November 1976 beim 1:1 gegen die B-Auswahl von Rumänien wurde Kneib eingewechselt, dieses Mal für Dieter Burdenski. Während der Bundesliga-Saison 1983/84 wurde Kneib durch seine Leistungen immer wieder mit der A-Nationalmannschaft in Verbindung gebracht, zu einer Berufung kam es jedoch nie.

### Nach der Karriere
Nach dem Ende seiner aktiven Zeit als Profifußballer war Wolfgang Kneib als Versicherungskaufmann im Innendienst der Bezirksdirektion Bielefeld der Württembergische Versicherung tätig. Darüber hinaus war er Mitglied im Gesamtbetriebsrat. Seit 2014 ist er Rentner. Vier Jahre später heiratete er in Steinhagen seine langjährige Lebensgefährtin Britta Junge.

## Erfolge
- Deutscher Meister: 1976/77
- UEFA-Pokal-Sieger: 1979
- Meister der Oberliga Westfalen: 1989/90

## Leistungen und Ehrungen
Wolfgang Kneib absolvierte 245 Bundesligaspiele, 138 Zweitligaspiele und 68 Regionalligaspiele. Insgesamt konnte Wolfgang Kneib drei Elfmeter verwandeln. Darüber hinaus wurde er 23 Mal im DFB-Pokal und 34 Mal im Europapokal eingesetzt. Mit 408 Einsätzen war er viele Jahre lang Rekordspieler von Arminia Bielefeld. Als Fabian Klos im November 2022 sein 400. Pflichtspiel für die Arminia absolvierte, erklärte Kneib, dass er es ihm gönnen würde, wenn Klos diesen Rekord knacken würde. Am 17. März 2023 brach Fabian Klos schließlich mit seinem 409. Einsatz den Vereinsrekord. Im Jahre 2005 wählten die Fans von Arminia Bielefeld Wolfgang Kneib zum Ersatztorhüter der Jahrhundertelf.
Wegen seiner Körperlänge von 196 cm wurde Kneib stets der „Lange“ genannt. Gerade bei Heimspielen trug Kneib stets eine Jogginghose. Während seiner aktiven Zeit wurde der Rasen vor den Toren nicht nach jedem Spiel nachgesät, so dass man sich als Torwart oft auf den blanken Boden warf. Anlässlich seines 70. Geburtstags am 20. November 2022 startete die Bielefelder Zeitung Neue Westfälische eine neue Serie namens Arminias Legenden und widmete ihm den ersten Artikel. Autor Jörg Fritz beschrieb Kneib als „Fels in der Brandung“ und „Ruhepol, der seiner Abwehr mit besonnenem Spiel die notwendige Sicherheit vermittelte“. Seine Vereinstreue zur Arminia begründete Kneib damit, dass es „nie seine Art wäre, die Flinte nach Misserfolgen ins Korn zu werfen“.
Arminias langjähriger Stadionsprecher Lothar Buttkus betitelte Kneib in dieser Zeit als „Bielefelds bekannteste Bahnschranke“. Im Jahre 2014 veröffentlichten die Autoren Michael König und Philipp Kreutzer das Buch 111 Gründe, Arminia Bielefeld zu lieben – Eine Liebeserklärung an den großartigsten Fußballverein der Welt. Der 38. Grund war, dass Torwart Wolfgang Kneib „auch Mittelstürmer“ konnte.